# Conus vittatus
Conus vittatus е вид охлюв от семейство Conidae. Видът не е застрашен от изчезване.

## Разпространение и местообитание
Разпространен е в Гватемала, Еквадор, Колумбия, Коста Рика, Мексико (Гереро, Колима, Мичоакан, Наярит, Оахака, Синалоа, Сонора, Халиско, Чиапас и Южна Долна Калифорния), Никарагуа, Панама, Перу, Салвадор и Хондурас.
Обитава пясъчните дъна на морета.